# Bisdom Žilina

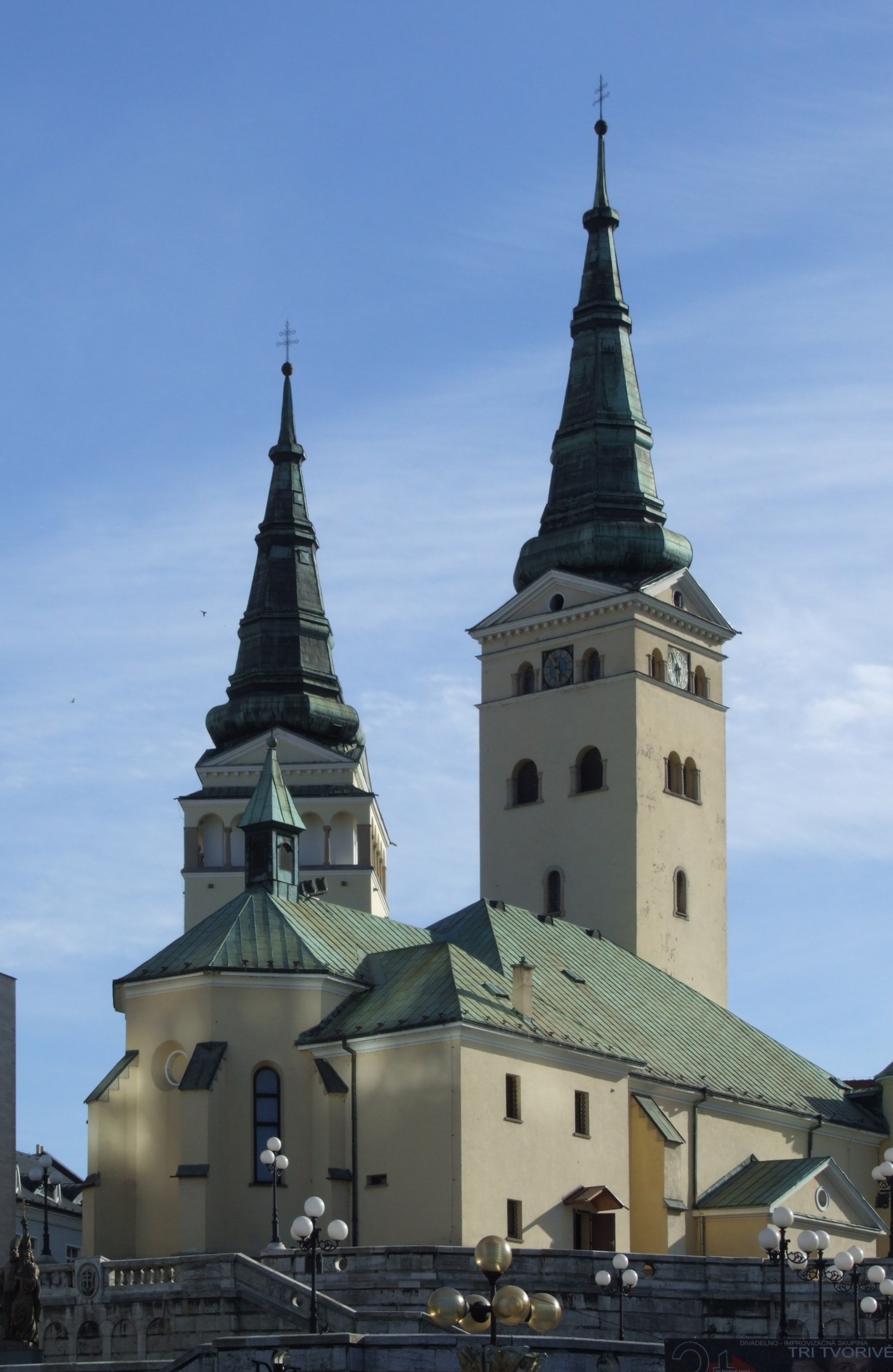
Kathedraal van Žilina

Het bisdom Žilina (Latijn: Dioecesis Žilinensis, Slowaaks: Žilinská diecéza) is een in Slowakije gelegen rooms-katholiek bisdom met zetel in de stad Žilina. Het bisdom is samen met het aartsbisdom Trnava en de bisdommen Banská Bystrica en Nitra suffragaan aan het aartsbisdom Bratislava.

## Geschiedenis
Žilina is het jongste bisdom in Slowakije. Het werd op 14 februari 2008 opgericht uit het noordelijke gedeelte van het bisdom Nitra en het gebied rond de stad Martin in het bisdom Banská Bystrica.

## Bisschoppen van Žilina
- 2008-heden: Tomáš Galis